# Puy de Mercœur
Il Puy de Mercœur è un vulcano quiescente della Chaîne des Puys nel Massiccio Centrale.

## Geografia
È compreso nel comune di Saint-Genès-Champanelle, a sud-ovest di Clermont-Ferrand, appena a nord dei puys di Lassolas e della Vache. È un vulcano di tipo stromboliano e culmina 1 249 m s.l.m. con un cratere semplice e regolare, completamente ostruito.

## Sismologia
Il puy de Mercœur è l'unico vulcano della catena dei Puys sotto il quale è stata osservata un'attività sismica: il 26 e 27 maggio 1986 si sono registrati quindici terremoti con ipocentro di 12 km.